# Gymnosporangium effusum
Gymnosporangium effusum är en svampart som beskrevs av F. Kern 1911. Gymnosporangium effusum ingår i släktet Gymnosporangium och familjen Pucciniaceae.   Inga underarter finns listade i Catalogue of Life.